# Xylomelum cunninghamianum
Xylomelum cunninghamianum är en tvåhjärtbladig växtart som beskrevs av D.B. Foreman. Xylomelum cunninghamianum ingår i släktet Xylomelum och familjen Proteaceae. Inga underarter finns listade i Catalogue of Life.